# 阿里斯蒂德·白里安
阿里斯蒂德·白里安（Aristide Briand，法語：[a.ʁis.tid bʁi.jɑ̃]，1862年3月28日—1932年3月7日），法國政治家。1901年擔任法國社會黨總書記。1902～1932年為眾議員。1909～1929年當過十一次法國總理，1906～1932年担任内阁职务26次。他为国际合作、国际联盟和世界和平所作的努力，使他在1926年與斯特來斯曼共獲諾貝爾和平獎。1927年，白里安在担任外交部长期间，和美国国务卿凯洛格一起发起订立巴黎非战公约，又被称为“白里安-凯洛格公约”。

## 生平
白里安出生于大西洋卢瓦尔省南特的一个小资产阶级家庭。就读于南特的公立中学，1877年在学校里和儒勒·凡尔纳结识，并成为好友。他在大学学法律时即参加左派活动，为无政府主义报刊《人民报》(Le Peuple)、《路灯报》(Lanterne)和《小共和国报》撰写文章，并负责主编《路灯报》一段时间。1904年与让·饶勒斯一起创办《人道报》。
1889年、1893年和1898年白里安三次竞选众议员失败。1901年擔任法國社會黨總書記。1902年作为卢瓦尔省代表当选众议员，此后连任议员直至逝世。
1905年白里安在起草政教分离法的委员会中发表题为《政教分离》的报告书，由于这一成就，1906年3月被任命为公共教育和文化部长。在乔治·克列孟梭的第一届内阁（1906—1909）中担任教育部长，1909年7月—1910年11月任总理。1915年10月勒内·维维亚尼内阁倒台后再任总理，兼掌外交。1916年12月他组建他的第6届内阁，但由于巴尔干战役失败，被迫辞职(1917年3月)。其后3年内很少参与公共事务，但为国际联盟及其集体安全概念辩护。
1921年1月白里安复任总理，又因外交失败而于1922年1月12日辞职。1925年4月在保罗·潘勒韦政府中任外交部长，此后14届政府他连续担任此职，其中4届任总理。在此期间，他最引人注目的成就是签订《洛迦诺条约》(1925年)和《凯洛格—白里安公约》(1928年8月27日)。1930年12月他公开主张成立欧洲联邦，这在当时是颇为大胆的举动。在竞选法兰西共和国总统失败后，最终于1932年1月退休，两个月后逝世。

## 延伸阅读
- Bernard, Philippe; Dubief, Henri; Forster, Thony. . The Cambridge History of Modern France. New York: Cambridge University Press. 1985. ISBN 0-521-35854-X.
- Mayeur, Jean-Marie; Rebirioux, Madeleine; Foster, J. R. . The Cambridge History of Modern France. New York: Cambridge University Press. 1984. ISBN 2-7351-0067-7.
- Wright, Julian. . French Historical Studies. 2005, 28 (1): 31–67. doi:10.1215/00161071-28-1-31.